# Маккенна, Реджинальд
Реджинальд Макке́нна (англ. Reginald McKenna; 1863—1943) — британский политик и член Либеральной партии, министр в правительствах Генри Кэмпбелл-Баннермана и Герберта Генри Асквита. В 1895 году он был избран в Палату общин в качестве представителя Северного Монмутшира (Восточный Уэльс; переизбирался ещё трижды).
В 1907 году он стал председателем Совета по образованию. В 1908—1911 годах был первым лордом Адмиралтейства. С 1911 по 1915 год был министром внутренних дел, а в 1915—1916 годах — канцлером казначейства. Он выступал против обязательного призыва в армию.
Маккенна умер в Лондоне 6 сентября 1943 года.